# غیرمجازها
غیرمجازها (لهستانی: Nielegalni) یک مجموعهٔ تلویزیونی درام و دلهره‌آور لهستانی است که در سال ۲۰۱۸ منتشر شد.

## گزیدهٔ بازیگران
- گژگوش دامینتسکی
- آگنیشکا گروخوفسکا
- فیلیپ پوآویاک
- سیلویا یوشچاک-کراوچیک
- ایرنئوش چوپ
- آندژی سورین
- آلیتسیا یوشکیه‌ویچ